# Affektpoetik
Affektpoetik ist ein umfassender Begriff für die Darstellungen von Gemütserregungen (Affekten) in der Dichtkunst (Poetik). Der Begriff wird in dreifacher Hinsicht verwendet: als historische Kategorie innerhalb der Poetik des 18. Jahrhunderts, als systematische Kategorie zur Erforschung literarischer Emotionen und als interdisziplinäre Kategorie zur Analyse der languages of emotion.

## Historische Kategorie
Als historische Kategorie spielt das Wortfeld Affektpoetik in den Theaterreformen des achtzehnten Jahrhunderts eine bedeutende Rolle. Dabei gelten seit Gotthold Ephraim Lessing die Affekte Furcht und Mitleid als zentrale Wirkung der Affektpoetik des Dramas bzw. des bürgerlichen Trauerspiels. Diese Diskussion bezieht sich auf die Poetik des Aristoteles, nach welcher es in der Tragödie um die von der Konstruktion der Handlung ausgelösten Affekte Eleos und Phobos geht, wobei in der Lösung oder Reinigung im Sinne der Katharsis die Freude an der tragischen Mimesis kulminiert. Lessing und vor ihm Moses Mendelssohn bestimmten anhand der Tragödiendefinition im sechsten Buch der Aristotelischen Poetik die Erregung von Phobos und Eleos, von Furcht und Mitleid, und die Reinigung dieser Affekte als das eigentliche Ziel der Tragödie. Lessing bezog die Reinigung von Mitleid, Furcht „und dergleichen Affekten“ auch auf den Zuschauer, deutete sie jedoch als Verwandlung dieser Affekte „in tugendhafte Fertigkeiten“.
Ein anderer historischer Sinn für Affektpoetik ergibt sich aus Friedrich Gottlieb Klopstocks Poetik der Gemütserregung: In den 1759 publizierten Gedanken über die Natur der Poesie heißt es: „Das Wesen der Poesie besteht darin, dass sie, durch die Hülfe der Sprache, eine gewisse Anzahl von Gegenständen, die wir kennen, oder deren Dasein wir vermuten, von einer Seite zeigt, welche die vornehmsten Kräfte unsrer Seele in einem so hohen Grade beschäftigt, dass eine auf die andre wirkt, und dadurch die ganze Seele in Bewegung setzt.“ Ziel der Poetik Klopstocks ist es, eine solche Gemütsbewegung durch ein Zusammenspiel zwischen Leidenschaft und Glauben, Affekt und Konfession, Kunst und Spiritualität zu erwirken. Ähnliche Definitionen von Lyrik als Affektausdruck finden sich Mitte der 1760er Jahre auch bei Gerstenberg, Sulzer und vor allem Herder, der Lyrik als Werk des „Naturdichters“ und damit als „unmittelbare Äußerung des Empfindens“ definiert und so den Weg von der Nachahmungspoetik Gottscheds hin zur Erlebnis- und Ausdruckspoetik der Genieästhetik ebnete.
Charakteristisch für die Moderne ist die Zurückdrängung oder gar Auslöschung aller Spuren des Affekts des Autors, was etwa von T. S. Eliot explizit verlangt wird.

## Systematische Kategorie
Neben den Mitte der 1990er Jahre entstandenen Rezeptionstheorien ästhetischer Affekte – orientiert an den „Gefühlen beim Lesen“ – entwickelte sich im Zuge eines emotional turn in den Kulturwissenschaften nach 2000 auch eine Produktionsästhetik literarisch-ästhetischer Affekte. Thomas Anz spricht von den Kulturtechniken der Emotionalisierung. Simone Winko verwendet den Begriff der kodierten Gefühle in der Lyrik der literarischen Moderne und analysiert die Regeln emotionaler Bedeutung in und von literarischen Texten. Im Unterschied zu den in der ästhetischen Rezeption entstehenden Gefühlen des Lesers, Hörers sowie Zuschauers bezeichnet der Begriff der Affektpoetik also die Codierung bzw. Modellierung literarischer Affekte in literarischen Texten bzw. Gattungen selbst: Burkhard Meyer-Sickendieks systematische Affektpoetik untersucht in diesem poetologischen Sinne die „Trauer in der Elegie“, den „Enthusiasmus in der Hymne“, die „Schuld in der Tragödie“, die „Sehnsucht im Melodrama“, die „Angst im Märchen“, das „Glück in der Idylle“, die „Hoffnung in der Utopie“, den „Schmerz im literarischen Tagebuch“ oder die „Aggression in der Satire“. Affektpoetik trägt in diesem Modell ein kulturgeschichtliches Vorzeichen, analysiert also die historischen Transformationen literarisierter Affekte: Etwa der Angst anhand der Gattungsgeschichte des Märchens in dessen Übergang vom Volksmärchen zum Kunstmärchen.

## Interdisziplinäre Kategorie
Gegenwärtig bezeichnet der Begriff der Affektpoetik ein eigenes Forschungsfeld innerhalb des Exzellenzclusters Languages of Emotion an der FU Berlin. Die in Module aufgeteilten Forschungsgebiete untersuchen die Affektpoetik in den Künsten und kunstbezogenen Diskursen im doppelten Bezugsrahmen der affekttheoretischen Hypothesenbildung in Rhetorik, Poetik, Ästhetik und fachwissenschaftlicher Theoriebildung einerseits, der Modellbildung und der experimentellen Perspektive in Psychologie und Neurowissenschaft andererseits.